# 김학철 (충청북도의원)
김학철(金學哲, 1970년 5월 20일 ~ )은 대한민국의 정치인이다. 충청북도의원을 지냈다.
본관은 충주(忠州)이고 충청북도 충주 출생이다.

## 학력
- 충주 가금국민학교 졸업(1983년)
- 충주중학교 졸업(1986년)
- 충주고등학교 졸업(1989년)
- 고려대학교 정치외교학과 학사(1993년)

## 경력
- 제16대 김선길 前 무소속 국회의원 보좌관, 비서관
- 이명박 대통령 후보 조직특보
- 前 충청 리뷰 기자
- 제18, 19대 국회의원 윤진식 대변인
- 새누리당 충북도당 대변인
- 박근혜 대통령후보 충북선대위 대변인
- 민주평화통일자문회의 제16기 자문위원
- 한림디자인고등학교 학교운영위원
- 2014.07 ~ 2018.06 제10대 충청북도의회 의원
- 2014.07 ~ 2016.07 제10대 충청북도의회 전반기 산업경제위원회 부위원장
- 2014.07 ~ 2016.07 제10대 충청북도의회 전반기 예산결산특별위원회 부위원장
- 2014.07 ~ 2016.07 제10대 충청북도의회 전반기 의회운영위원회 위원
- 제10대 충청북도의회 항공정비산업점검특별위원회 부위원장
- 2016.07 ~ 2018.06 제10대 충청북도의회 후반기 행정문화위원회 위원장
- 2016.07 ~ 2018.06 제10대 충청북도의회 후반기 예산결산특별위원회 위원
- 2016.07 ~ 2018.06 제10대 충청북도의회 후반기 교육위원회 위원
- 제10대 충청북도의회 충북경제현안실태조사를위한 행정사무조사특별위원회 위원
- 2017년 민선 제6기 무소속 충청북도 도의원 말년 시절 제7회 지방 선거 불출마 선언(2017년 12월 9일).
- 2018년 대한애국당 지방자치행정위원(2018년 7월 20일).
- 2018년 대한애국당 지방자치행정위원 직위 퇴임과 함께 대한애국당 탈당(2018년 8월 21일).

## 논란 관련 사태
- 2017년 충청북도 청주 침수 피해 사태 중 유럽 국가 연수를 떠난 것을 해명하면서 "대한민국 국민들"과 "대한민국 언론"에 관하여 모두 "레밍(들쥐)"과 같다고 발언하였는데 이 사태가 결국 문제로 번지면서 자유한국당에서 제명되어 무소속으로 전향하고 차기 지방 선거 불출마 선언을 하였다.

## 역대 선거 결과
| 실시년도 | 선거      | 대수 | 직책   | 선거구                | 정당     | 득표수    | 득표율          | 순위 | 당락 | 비고           |
| -------- | --------- | ---- | ------ | --------------------- | -------- | --------- | --------------- | ---- | ---- | -------------- |
| 2014년   | 지방 선거 | 10대 | 도의원 | 충북 충주시 제1선거구 | 새누리당 | 17,634 표 | \| \| 54.42% \| | 1위  |      | 초선, 민선 6기 |
|          | 54.42%    |      |        |                       |          |           |                 |      |      |                |